# Grand Prix Jihoafrické republiky 1967
Grand Prix Jihoafrické republiky 1967 (XIII South African Grand Prix), úvodní závod 18. ročníku mistrovství světa jezdců Formule 1 a 10. ročníku poháru konstruktérů, historicky již 151. grand prix. Grand Prix Jihoafrické republiky byla zařazena do programu mistrovství světa formule 1 počtvrté, zatímco okruh v Kyalami hostil závod mistrovství světa Formule 1 poprvé. Na trati dlouhé 4,094 km absolvovali jezdci 80 okruhů, což celkově představuje 327,520 km.

## Průběh závodu

### Účastníci
Grand Prix Jihoafrické republiky v roce 1966 pořádané na okruhu East London, ještě nebylo součástí mistrovství světa formule 1. Pro rok 1967 se dostalo jihoafrické Grand Prix cti zahajovat celý šampionát, a to již 2. ledna. K tomuto účelu byla nedaleko Johanesburgu vybudována nová trať Kyalami. Závod se uskutečnil jen pár týdnu po finále ročníku 1966, proto téměř všechny týmy přivezly k prvnímu podniku staré modely vozů. Největší zmeny proto byly v jezdeckém složení, John Surtees odešel k týmu Honda a jeho místo u Cooperu vedle Jochena Rindta uzmul Pedro Rodríguez, který opustil Lotus. Z původních tří pilotů Lotusu zůstal pouze Jim Clark a místo dvojky Petera Arundella přišel Graham Hill z BRM. Úřadující mistr světa Jack Brabham ve vlastním týmu žádné změny nečinil a tak druhé místo znovu sedlal Denny Hulme. Jackie Stewart u týmu BRM, po odchodu Hilla, povýšil vedle Mike Spenceho na jedničku v týmu. Stejně jako v posledním závodě roku 1966, Grand Prix Mexika, chybělo na startu Ferrari.

### Závod
Protože na startu chyběla část konkurence (Ferrari a McLaren) stala se kvalifikace poměrně jednoznačnou záležitostí týmu Brabham a v první řadě se tak vedle sebe postavili Brabham a Hulme. Do druhé řady se postavili Jim Clark a Pedro Rodríguez, obrovským překvapením pro konkurenci bylo páté místo Johna Loveho na starším voze Cooper, až za ním skončili favorité zvučných jmen jako John Surtees, Jochen Rindt, Graham Hill či Jackie Stewart.
Do závodu nejlépe odstartoval ze druhé pozice Denny Hulme pronásledován Brabhamem a Surteesem. Naopak start se vůbec nevydařil Johnu Loveovi, který spadl na desáté místo. Ve třetím kole chyboval Brabham a propadl se na čtvrté místo za Surteese a Rindta. Ale ani Rindt se nevyhnul chybám a hned v následujícím kole udělal hodiny na olejové skvrně a propadl se tak na šesté místo. John Love dokazoval v pruběhu celého závodu, že výsledek z kvalifikace nebyl vůbec náhodný a i přesto, že pokazil start, dokázal se během několika kol propracovat na sedmou pozici. První kola závodu byla pohromou pro favority, již na konci druhého okruhu explodoval motor ve voze Jackieho Stewarta a v šestém kole havaroval Graham Hill s Lotusem. Veškeré naděje týmu Lotus pohřbil ve 22. kole Jim Clark, jenž odstoupil pro poruchu motoru.
V polovině závodu se začalo míchat pořadím. Nejprve odstoupil Jochen Rindt a Jo Siffert oba pro poruchu na hnacím agregátu. Posléze začal ztrácet výkon vůz Jackie Brabhama, který tak přepustil druhé místo bezchybně jedoucímu Loveovi, na třetí místo se prodral Dan Gurney na voze Eagle, to mu vydrželo pouhá tři kola pak musel ze závodu odstoupit. Denny Hulme na čele měl již minutový náskok, pak brzdy vozu Brabham začaly pracovat nespolehlivě a Hulme začal ztrácet, až ho v 61 kole předjel nejen John Love, ale i Rodriguez a Surtees. Již to vypadalo, že John Love odolá útokům Pedra Rodrigueze a v závodě zvítězí, když sedm kol před cílem musel zajet do boxů doplnit palivo a přepustil tak Mexičanovi první místo. Love se dokázal na trať vrátit před Surteesem a dojel druhý, třetí byl Sutrees a čtvrtý Hulme.

## Výsledky

### Závod
- 2. ledna 1967
- Okruh Kyalami
- 80 kol × 4.094 km = 327,520 km
- 151. Grand Prix
- 1. vítězství pro Pedra Rodrigueze »
- 16. vítězství pro « Cooper
- 1. vítězství pro Mexiko »
- 12. vítězství pro vůz se « startovním číslem 4 »
- 5. vítězství ze « 4. místa na startu »
- 6. double pro « Cooper

| Legenda k tabulce | Legenda k tabulce                                                                       |
| Barva             | Výsledek                                                                                |
| ----------------- | --------------------------------------------------------------------------------------- |
| Zlatá             | Vítěz                                                                                   |
| Stříbrná          | 2. místo                                                                                |
| Bronzová          | 3. místo                                                                                |
| Zelená            | Bodované umístění                                                                       |
| Modrá             | Nebodované umístění                                                                     |
| Modrá             | Dokončil neklasifikován (NC)                                                            |
| Fialová           | Odstoupil (Ret)                                                                         |
| Červená           | Nekvalifikoval se (DNQ)                                                                 |
| Červená           | Nepředkvalifikoval se (DNPQ)                                                            |
| Černá             | Diskvalifikován (DSQ)                                                                   |
| Bílá              | Nestartoval (DNS)                                                                       |
| Bílá              | Závod zrušen (C)                                                                        |
| Světle modrá      | Pouze trénoval (PO)                                                                     |
| Světle modrá      | Páteční testovací jezdec (TD)                                                           |
| Bez barvy         | Netrénoval (DNP)                                                                        |
| Bez barvy         | Vyřazen (EX)                                                                            |
| Bez barvy         | Nepřijel (DNA)                                                                          |
| Bez barvy         | Odvolal účast (WD)                                                                      |
| Bez barvy         | Nezúčastnil se (prázdné)                                                                |
| Označení          | Význam                                                                                  |
| Tučnost           | Pole position                                                                           |
| Kurzíva           | Nejrychlejší kolo                                                                       |
| †                 | Jezdec nedojel do cíle, ale byl klasifikován, protože odjel více než 90 % délky závodu. |
| ‡                 | Byl udělován poloviční počet bodů, protože bylo odjeto méně než 75 % délky závodu.      |
| Horní index       | Umístění bodujících jezdců ve sprintu                                                   |

| Pozice | Č   | Jezdec          | Vůz          | Kolo | Čas             | +/- | Pole | Body | Nej. kolo    |
| ------ | --- | --------------- | ------------ | ---- | --------------- | --- | ---- | ---- | ------------ |
| 1      | 4   | Pedro Rodríguez | Cooper T81   | 80   | 2:05:45,9       | 3   | 4    | 9    | 1:32,0 (9.)  |
| 2      | 17  | John Love       | Cooper T79   | 80   | á 0:26,4s       | 3   | 5    | 6    | 1:30,3       |
| 3      | 11  | John Surtees    | Honda RA273  | 79   | á 1 kolo        | 3   | 6    | 4    | 1:30,2       |
| 4      | 2   | Denny Hulme     | Brabham BT20 | 78   | á 2 kola        | 2   | 2    | 3    | 1'299        |
| 5      | 14  | Bob Anderson    | Brabham BT11 | 78   | á 2 kola        | 5   | 10   | 2    | 1:31,5 (6.)  |
| 6      | 1   | Jack Brabham    | Brabham BT20 | 76   | á 4 kola        | 5   | 1    | 1    | 1:30,4 (4.)  |
| Nc     | 19. | Dave Charlton   | Brabham BT11 | 63   | Neklasifikován  | 7   | 8    |      | 1:32,6 (11.) |
| Nc     | 20. | Luki Botha      | Brabham BT11 | 60   | Neklasifikován  | 8   | 17   |      | 1:36,5 (18.) |
| Pozice | Č   | Odstoupili      | Vůz          | Kolo | Důvod           | +/- | Pole | Body | Nej. kolo    |
| Ret    | 18. | Sam Tingle      | LDS Mk 1     | 56   | Nehoda          | 7   | 14   |      | 1:32,9 (14.) |
| Ret    | 16. | Piers Courage   | Lotus 25     | 51   | Palivový systém | 5   | 18   |      | 1:34,8 (17.) |
| Ret    | 9.  | Dan Gurney      | Eagle T1F    | 44   | Suspenzor       | 4   | 11   |      | 1:30,5 (5.)  |
| Ret    | 12  | Jo Siffert      | Cooper T81   | 41   | Motor           | 8   | 16   |      | 1:31,8 (8.)  |
| Ret    | 3.  | Jochen Rindt    | Cooper T81   | 38   | Motor           | 3   | 7    |      | 1:31,6 (7.)  |
| Ret    | 6.  | Mike Spence     | BRM P83      | 31   | Únik oleje      | 8   | 13   |      | 1:32,8 (12.) |
| Ret    | 15. | Jo Bonnier      | Cooper T81   | 30   | Motor           | 8   | 12   |      | 1:33,5 (15.) |
| Ret    | 7.  | Jim Clark       | Lotus 43     | 22   | Motor           | 13  | 3    |      | 1:32,2 (10.) |
| Ret    | 8.  | Graham Hill     | Lotus 43     | 6    | Nehoda          | 15  | 15   |      | 1:32,9 (13.) |
| Ret    | 5.  | Jackie Stewart  | BRM P83      | 2    | Motor           | 7   | 9    |      | 1:33,7 (16.) |
| Pozice | Č   | Nestartoval     | Vůz          | Kolo | Důvod           | +/- | Pole | Body | Nej. kolo    |
| DNS    | 10. | Richie Ghinther | Eagle T1G    |      |                 |     |      |      |              |

### Stupně vítězů
- 20. podium pro « Johna Surteese »
- 1. podium pro Pedra Rodrigueze »
- 1. podium pro Johna Loveho
- 56. podium pro  « Cooper »
- 2. podium pro « Hondu »
- 158. podium pro « Velkou Británii »
- 1. podium pro Mexiko »
- 1. podium pro Rhodesii

### Bodové umístění
- 173 bodů pro « Jacka Brabhama »
- 140 bodů pro « Johna Surteese »
- 26 bodů pro « Denny Hulme »
- 12 bodů pro « Pedra Rodrigueze »
- 8 bodů pro « Boba Andersona
- 6 bodů pro Johna Loveho
- 309 bodů pro « Cooper »
- 18 bodů pro « Hondu »
- 165 bodů pro « Brabham »

### Nejrychlejší kolo
- Denny Hulme Brabham Repco 1:29,9 – 163,942 km/h
- 2 nejrychlejší kolo pro « Dennyho Hulmeho »
- 8 nejrychlejší kolo pro « Brabham »
- 5 nejrychlejší kolo pro « Nový Zéland »
- 14 nejrychlejší kolo pro « vůz se startovním číslem 2 »

### Vedení v závodě
- Denny Hulme » byl ve vedeni 60 kol
- John Love byl ve vedeni 13 kol
- Pedro Rodríguez » byl ve vedeni 7 kol
- « Cooper  byl ve vedení 829 kol
- « Brabham » byl ve vedení 412 kol

| Kola         | km        | Jezdec          | %       |
| ------------ | --------- | --------------- | ------- |
| 1.–60. kolo  | 245,64 km | Denny Hulme     | 75 %    |
| 61.–73. kolo | 53,222 km | John Love       | 16,25 % |
| 74.–80. kolo | 28,658 km | Pedro Rodríguez | 8,75 %  |

| Hulme | Love | PR |
| ----- | ---- | -- |

### Postavení na startu
- Jack Brabham 1'28.3 Brabham
- 9. Pole position pro « Jack Brabham »
- 6. Pole position pro « Brabham »
- 9. Pole position pro « Austrálie »
- 17. Pole position pro vůz se startovním číslem « 1 »
- 28x první řadu získali « Jack Brabham »
- 3x první řadu získali « Denny Hulme »
- 20x první řadu získala « Brabham »

| _______1_______ Jack Brabham Brabham 1'28.3 |  |                                            |  | _______2_______ Denny Hulme Brabham 1'28.9   |  |                                               |  |
|                                             |  | _______3_______ Jim Clark Lotus 1'29.0     |  |                                              |  | _______4_______ Pedro Rodríguez Cooper 1'29.1 |  |
| _______5_______ John Love Cooper 1'29.5     |  |                                            |  | _______6_______ John Surtees Honda 1'29.6    |  |                                               |  |
|                                             |  | _______7_______ Jochen Rindt Cooper 1'30.2 |  |                                              |  | _______8_______ Dave Charlton Brabham 1'30.2  |  |
| _______9_______ Jackie Stewart BRM 1'30.3   |  |                                            |  | _______10_______ Bob Anderson Brabham 1'30.6 |  |                                               |  |
|                                             |  | _______11_______ Dan Gurney Eagle 1'30.7   |  |                                              |  | _______12_______ Jo Bonnier Cooper 1'31.8     |  |
| _______13_______ Mike Spence BRM 1'32.1     |  |                                            |  | _______14_______ Sam Tingle LDS 1'32.4       |  |                                               |  |
|                                             |  | _______15_______ Graham Hill Lotus 1'32.6  |  |                                              |  | _______16_______ Jo Siffert Cooper 1'32.8     |  |
| _______17_______ Luki Botha Brabham 1'33.1  |  |                                            |  | _______18_______ Piers Courage Lotus 1'33.8  |  |                                               |  |

## Startovní listina
| Č. | Pilot           | Tým                                     | Konstruktér | Šasi            | Motor                      | Pneumatiky |
| -- | --------------- | --------------------------------------- | ----------- | --------------- | -------------------------- | ---------- |
| 1  | Jack Brabham    | Brabham Racing Organisation             | Brabham     | Brabham BT20    | Repco 740 3.0 V8           | G          |
| 2  | Denny Hulme     | Brabham Racing Organisation             | Brabham     | Brabham BT20    | Repco 740 3.0 V8           | G          |
| 3  | Jochen Rindt    | Cooper Car Compagny                     | Cooper      | Cooper T81      | Maserati Tipo 9/F1 3.0 V12 | F          |
| 4  | Pedro Rodríguez | Cooper Car Compagny                     | Cooper      | Cooper T81      | Maserati Tipo 9/F1 3.0 V12 | F          |
| 5  | Jackie Stewart  | Owen Racing Organisation                | BRM         | BRM P83         | BRM P75 3.0 H16            | G          |
| 6  | Mike Spence     | Owen Racing Organisation                | BRM         | BRM P83         | BRM P75 3.0 H16            | G          |
| 7  | Jim Clark       | Team Lotus                              | Lotus       | Lotus 43        | BRM P75 3.0 H16            | F          |
| 8  | Graham Hill     | Team Lotus                              | Lotus       | Lotus 43        | BRM P75 3.0 H16            | F          |
| 9  | Dan Gurney      | Anglo American Racers                   | Eagle       | Eagle T1F       | Coventry-Climax FPF 2.7 L4 | G          |
| 10 | Richie Ghinther | Anglo American Racers                   | Eagle       | Eagle T1G       | Weslake 58 3.0 V 12        | G          |
| 11 | John Surtees    | Honda Racing                            | Honda       | Honda RA273     | Honda RA273E 3.0 V12       | F          |
| 12 | Jo Siffert      | Rob Walker / Jack Durlacher Racing Team | Cooper      | Cooper T81      | Maserati Tipo 9/F1 3.0 V12 | F          |
| 14 | Bob Anderson    | DW Racing Entreprises                   | Brabham     | Brabham BT11    | Coventry-Climax FPF 2.7 L4 | F          |
| 15 | Jo Bonnier      | Joackim Bonnier Racing Team             | Cooper      | Cooper T81      | Maserati Tipo 9/F1 3.0 V12 | F          |
| 16 | Piers Courage   | Reg Parnell Racing                      | Lotus       | Lotus 25        | BRM P56 2.0 V8             | D          |
| 17 | John Love       | Privátní                                | Cooper      | Cooper T79      | Coventry-Climax FPF 2.7 L4 | F          |
| 18 | Sam Tingle      | Privátní                                | LDS         | LDS Mk3B        | Coventry-Climax FPF 2.7 L4 | F          |
| 19 | Dave Charlton   | Scuderia Scribante                      | Brabham     | Brabham BT11/22 | Coventry-Climax FPF 2.7 L4 |            |
| 20 | Luki Botha      | Privátní                                | Brabham     | Brabham BT11    | Coventry-Climax FPF 2.7 L4 |            |

## Zajímavosti
- V závodě představen vůz Cooper T79 a LDS Mk3B
- Debutovali Luki Botha a Piers Courage.

### Souhrn
| Pole position | Vítězství       | Nej. kolo    | Hat trick | Vedení       | Vedení     | Vedení          | Chelem |
| Jack Brabham  | Pedro Rodríguez | Denny Hulme  |           | Denny Hulme  | John Love  | Pedro Rodríguez |        |
| Brabham BT20  | Cooper T81      | Brabham BT20 |           | Brabham BT20 | Cooper T79 | Cooper T81      |        |
| 1'28.3        | 2:05'45.9       | 1'29.9       |           | 60 kol       | 13 kol     | 7 kol           |        |
| 166,913 km/h  | 156,253 km/h    | 163,942 km/h |           | 245,64 km    | 53,222 km  | 28,658 km       |        |
| ------------- | --------------- | ------------ | --------- | ------------ | ---------- | --------------- | ------ |

## Stav MS
- GP – body získané v této Grand Prix

| * | Jezdec          | Body | GP | * | Vůz               | Body | GP     | * | Stát           | Body | GP |
| - | --------------- | ---- | -- | - | ----------------- | ---- | ------ | - | -------------- | ---- | -- |
| 1 | Pedro Rodríguez | 9    | 9  | 1 | Cooper / Maserati | 9    | 9      | 1 | Mexiko         | 9    | 9  |
| 2 | John Love       | 6    | 6  | 2 | Cooper / Climax   | 6    | 6      | 2 | Rhodesie       | 6    | 6  |
| 3 | John Surtees    | 4    | 4  | 3 | Honda             | 4    | 4      | 3 | Velká Británie | 6    | 6  |
| 4 | Denny Hulme     | 3    | 3  | 4 | Brabham / Repco   | 3    | 3+(1)£ | 4 | Nový Zéland    | 3    | 3  |
| 5 | Bob Anderson    | 2    | 2  | 5 | Brabham / Climax  | 2    | 2      | 5 | Austrálie      | 1    | 1  |
| 6 | Jack Brabham    | 1    | 1  |   |                   |      |        |   |                |      |    |

£ – Do Poháru konstruktérů se započítávaly body lépe postaveného vozu